# چکچک بیابانی
چکچک بیابانی (نام علمی: Oenanthe hispanica) گونه‌ای چکچک نیمه‌کوچ‌کننده عضو تیره مگس‌گیران (حشره‌گیران بر قدیم) است که
دارای دو فرم شرقی و غربی است. فرم شرقی آن در ایران و مرکز آسیا زندگی و مهاجرت می‌کند و در پاکستان و شمال آفریقا زمستان‌گذرانی می‌کند. فرم غربی آن نیز میان اروپا و آفریقا به کوچ می‌پردازد.

## توصیف ظاهری
چکچک بیابانی ۱۴ سانتی‌متر طول دارد. هر دو جنس این پرنده از دیگر چکچک‌ها به وسیلهٔ دم کاملاً سیاه و ححاشیه سفید و مشخص پوشپرهای بال تشخیص داده می‌شوند. دمگاه و پوشپرهای روی دم سفید هستند با اثری از رنگ نخودی به ویژه در پرنده ماده که گلویش تقریباً سفید و بال‌های قهوه‌ای‌تر از پرنده نر دارد.

## زیستگاه
در تابستان، چکچک بیابانی در دشت‌های لم یزرع یا سنگلاخی حضور دارد و در زمستان در کشتزارهای مجاور زمین‌های بایر و نیمه‌بیابانی دیده می‌شود. این پرنده در سوراخ‌ها و لابلای صخره‌ها آشیانه می‌سازد. در ایران، چکچک بیابانی پرنده‌ای مهاجر به شمار می‌رود که به تعداد فراوان از مناطق پست ناحیهٔ خزر عبور می‌کند. گزارش‌هایی مبنی بر تولید مثل این پرنده در جنوب خراسان وجود دارد.